# Удмуртський Пібаньшур
Удму́ртський Пібаньшу́р (рос. Удмуртский Пибаньшур) — присілок в Балезінському районі Удмуртії, Росія.

## Населення
Населення — 33 особи (2010; 34 в 2002).
Національний склад станом на 2002 рік:
- удмурти — 88 %